# Ordine del Niger
L'Ordine del Niger è un ordine cavalleresco della Nigeria.

## Storia
L'Ordine è stato fondato nel 1960 ed è stato riformato nel 1976.

## Classi
L'Ordine è suddiviso nelle seguenti classi di benemerenza che danno diritto a dei postnominali qui indicati tra parentesi:
- Gran Commendatore (GCON)
- Commendatore (CON)
- Ufficiale (OON)
- Membro (MON)

## Insegne
- Il nastro è rosso con all'interno una striscia bianca che contiene a sua volta una striscia verde. Nella divisione militare la striscia verde contiene una sottile striscia rossa.